# 148P/Anderson-LINEAR
148P/Anderson-LINEAR est une comète qui a été co-découverte par Jean H. Anderson (Departement d'Astronomie, Université du Minnesota, USA) puis par les télescopes de 1 mètre du programme Lincoln Near-Earth Asteroid Research (LINEAR) à Socorro. 